# Xã Wapella, Quận DeWitt, Illinois
Xã Wapella (tiếng Anh: Wapella Township) là một xã thuộc quận DeWitt, tiểu bang Illinois, Hoa Kỳ. Năm 2010, dân số của xã này là 944 người.